# Takuya Furutani
Takuya Furutani (古谷拓也?, Furutani Takuya; 10 settembre 1976) è un ex giocatore di football americano e allenatore di football americano giapponese, che ha giocato come runningback.
Ha giocato per gli Obic Seagulls, intervallando la militanza nella squadra giapponese con esperienze negli Stati Uniti ai Louisville Fire e ai Philadelphia Soul.

## Palmarès
- 1 Mondiale (2003)
- 3 Rice Bowl (2005, 2010, 2011)